# Bircza (gmina)
Bircza [ˈbirt͡ʂa] est une commune rurale de la Voïvodie des Basses-Carpates et du powiat de Przemyśl. Elle s'étend sur 254,5 km2 et comptait 6703 habitants en 2012. Elle se situe à environ 24 kilomètres au sud-ouest de Przemyśl et à 51 kilomètres au sud-est de Rzeszów, la capitale régionale.

## Villages
La gmina contient les villages suivants :
- Bircza
- Boguszówka
- Borownica
- Brzeżawa
- Brzuska
- Dobrzanka
- Huta Brzuska
- Jasienica Sufczyńska
- Jawornik Ruski
- Korzeniec
- Kotów
- Krajna
- Kuźmina
- Leszczawa Dolna
- Leszczawa Górna
- Leszczawka
- Lipa
- Łodzinka Dolna
- Łodzinka Górna
- Łomna
- Malawa
- Nowa Wieś
- Roztoka
- Rudawka
- Stara Bircza
- Sufczyna
- Wola Korzeniecka
- Żohatyn